# Соотношение «цена — прибыль»

График отношения цены к прибыли (P/E) сводного индекса S&P 500 и долгосрочных процентных ставок в США с 1881 по 2008 год

Цена / прибыль (англ. PE ratio, P/E, earnings multiple, коэффициент «кратное прибыли») — финансовый показатель, равный отношению рыночной стоимости акции к годовой прибыли, полученной на акцию.
Является одним из основных показателей, применяющихся для сравнительной оценки инвестиционной привлекательности акционерных компаний. Малые значения коэффициента сигнализируют о недооценённости рассматриваемой компании, больши́е — о переоценённости. Существенным недостатком коэффициента является то, что он не может применяться для компании, показавшей в бухгалтерской отчётности убытки, так как стоимость компании при таком подходе будет отрицательной.
В зависимости от доступности первичных данных P/E можно рассчитать по формулам:
1. Если доступно значение капитализации, то {\displaystyle {\text{P/E}}={\frac {\text{капитализация предприятия}}{\text{прибыль предприятия}}}}
2. Если капитализация недоступна, то {\displaystyle {\text{P/E}}={\frac {\text{цена акции}}{\text{прибыль на акцию (EPS)}}}}

## Применение
Показатель выражает рыночную стоимость единицы прибыли компании, что позволяет проводить сравнительную оценку инвестиционной привлекательности компаний. Меньшее значение коэффициента сигнализирует о том, что прибыль данной компании оценивается на рынке дешевле, чем прибыль той компании, для которой коэффициент больше. При этом необходимо учитывать, что сравнение коэффициентов для компаний, принадлежащих разным рынкам или разным сегментам рынка, не имеет большого смысла — прибыль могла быть вычислена на основе разных методик (в разных странах), в цену акций могли быть заложены разные ожидания роста (на разных сегментах рынка).
Пользуясь коэффициентом при принятии инвестиционных решений следует помнить, что его точность зависит от точности вычисления прибыли на акцию, которая является бухгалтерской величиной и подвержена манипуляциям. Отдельные авторы отказывают в праве на когнитивную значимость показателю P/E из-за того, что, по их мнению, прибыль в этой формуле является показателем, зависящим как от сиюминутной конъюнктуры предприятия, так и от особенностей ведения бухгалтерии.
В оценке корпоративных финансов существует обратное применение P/E, когда для непубличной, неторгуемой на рынке компании её стоимость (P) оценивается через умножение её прибыли (Е) на среднее для отрасли, сектора, региона, индекса значение P/Е. Этот метод подвергается серьёзной критике. Существует доминирующее мнение, что для этого разумнее применять показатель «цена / объём продаж».